# Verbum supernum prodiens
Verbum supernum prodiens è un inno liturgico ed eucaristico cattolico, scritto da Tommaso d'Aquino per le Lodi mattutine della festa del Corpus Domini. Dalle ultime due strofe di questo inno è stata ricavata la composizione O salutaris Hostia.
Secondo alcuni studiosi, per quest'inno Tommaso avrebbe rielaborato i mattutini di un'antica versione perduta del breviario dei cistercensi. Le versioni successive dello stesso breviario mostrano un inno simile a quello dell'Aquinate, diviso in due brani (da cantare a mattutino e alle lodi) per un totale di nove stanze, mentre il Verbum supernum prodiens di Tommaso ha solo sei stanze.
Esiste anche un altro inno che inizia con le stesse parole, attribuito ad Ambrogio da Milano o a papa Gregorio I, usato nel mattutino di Natale a partire dal V secolo.
Mentre l'inno cistercense viene cantato sulla stessa melodia dell'inno di Natale (e ciò sembra suggerirne l'origine antica per adattamento di quello), l'inno di Tommaso viene cantato sulla melodia dell'inno dell'Ascensione Aeterne Rex Altissime.
| Testo latino |
| --- |
| 1. Verbum supernum prodiens, Nec Patris linquens dexteram, Ad opus suum exiens, Venit ad vitæ vesperam. 2. In mortem a discipulo Suis tradendus æmulis, Prius in vitæ ferculo Se tradidit discipulis. 3. Quibus sub bina specie Carnem dedit et sanguinem; Ut duplicis substantiæ Totum cibaret hominem. 4. Se nascens dedit socium, Convescens in edulium, Se moriens in pretium, Se regnans dat in præmium. 5. O salutaris hostia, Quæ cæli pandis ostium, Bella premunt hostilia; Da robur, fer auxilium. 6. Uni trinoque Domino Sit sempiterna gloria: Qui vitam sine termino Nobis donet in patria. |